# Dardani (popolo dei Balcani)

Dardania

I Dardani (greco antico Δαρδάνιοι, Δάρδανοι, Δαρδανίωνες; latino: Dardani) furono una delle tribù illiriche che si unirono come regno attorno al III secolo a.C. Essi si trovavano nell'antica regione della Dardania.
La loro unione fu di grande importanza per le tribù illiriche, poiché ebbero subito una gran potenza militare e, unendosi agli altri illiri come i Taulanti e Autariati, combatterono per decenni contro i Macedoni. Durante il loro re Bardylis arrivarono all'apice del loro potere battendo i Macedoni (circa 360 a.C.), causando 4000 morti tra i soldati nemici e la morte del re macedone Perdicca III, fratello di Filippo II. La morte di Perdicca portò al potere il ventiduenne Filippo II, che nell'arco di un anno riorganizzò il suo esercito, equipaggiandolo con un'arma di sua invenzione, la sarissa (lancia lunga più di 5,5 metri), e riattaccò i Dardani nel 358 a.C. nella battaglia della Lyncestide sconfiggendoli, ottenendo indietro i territori persi dalla sconfitta precedente e addirittura altri nuovi a spese dei Dardani; infine stipulò una pace con il novantenne Bardylis sposandosi con Audata, una delle sue figlie.
Nel 335 a.C. i Dardani si mossero nuovamente contro i Macedoni, mentre Alessandro Magno stava conducendo la sua campagna contro i Traci, i Triballi e i Geti. Nonostante la loro alleanza con i Taulanti, Alessandro Magno li sconfisse e li sottomise.
Dopo la morte di Alessandro Magno i conflitti tra i Dardani e i Macedoni si riacutizzarono, si interruppero solo per qualche anno a partire dal 280 a.C. a causa dell'arrivo della tribù celtica, che minacciava di occupare la Dardania, la Macedonia e la Grecia.
Uniti in causa, i Macedoni e i Dardani cacciarono via il nemico ma a loro volta continuarono la storica guerra. Anche dopo diverse campagne macedoni, i Dardani riuscirono a rimanere nei loro confini e non essere schiacciati. Infine, dopo che la Macedonia nel 146 a.C. divenne provincia romana, i Dardani furono ripetutamente sconfitti dai romani fino alla completa sottomissione tra il 76 e il 74 a.C. Un episodio di questi anni ci viene raccontano da Appiano di Alessandria, il quale dice che, verso la fine della prima guerra mitridatica (85 a.C.), il consolare Lucio Cornelio Silla, in attesa di ricevere una risposta da Mitridate VI sulla sua resa, condusse contro di loro e le vicine popolazioni di Eneti e Sinti, una campagna militare, devastandone i loro territori, poiché in passato avevano invaso i territori romani della vicina provincia di Macedonia.
Fecero, infine, parte della provincia della Mesia.

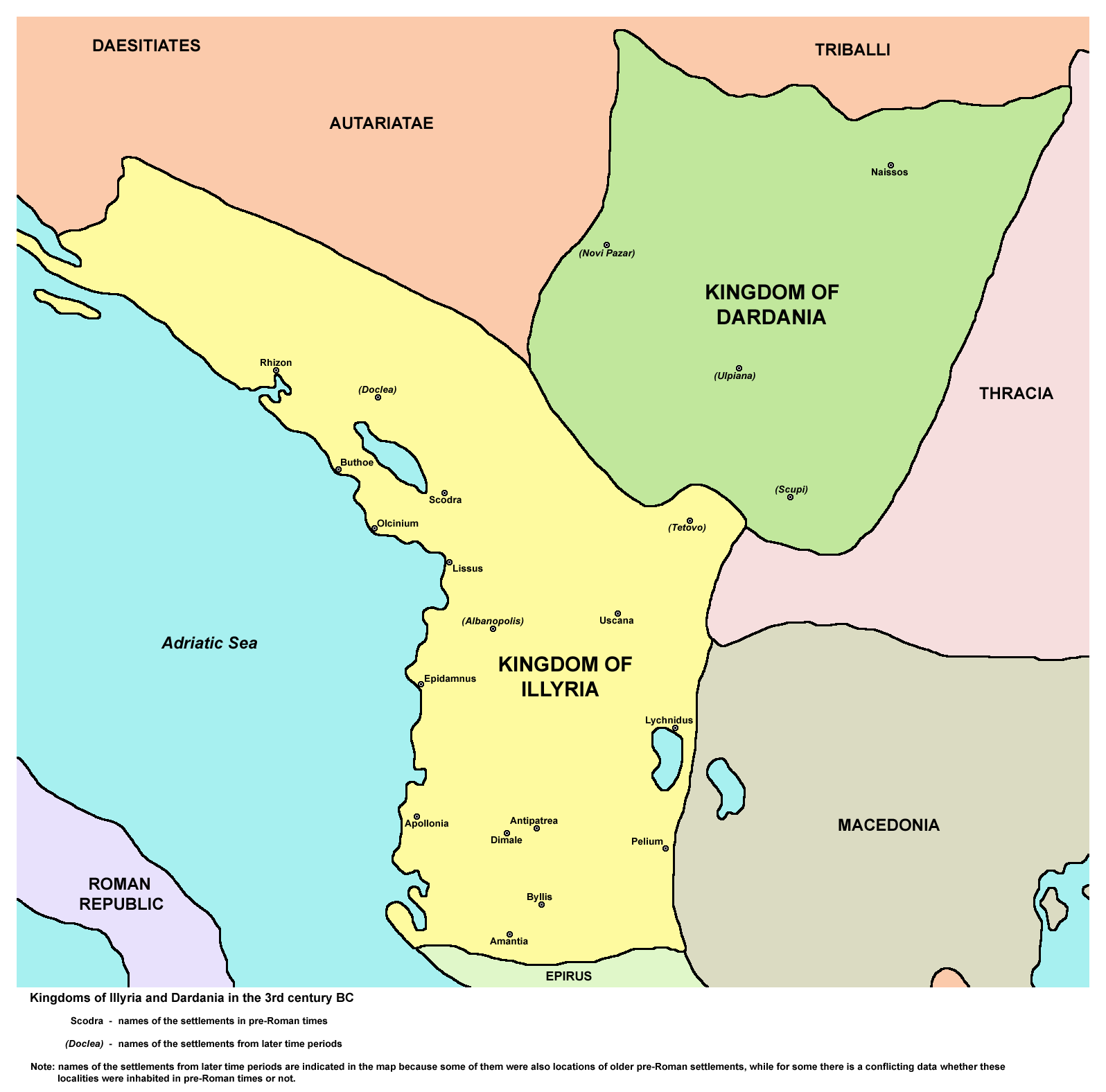
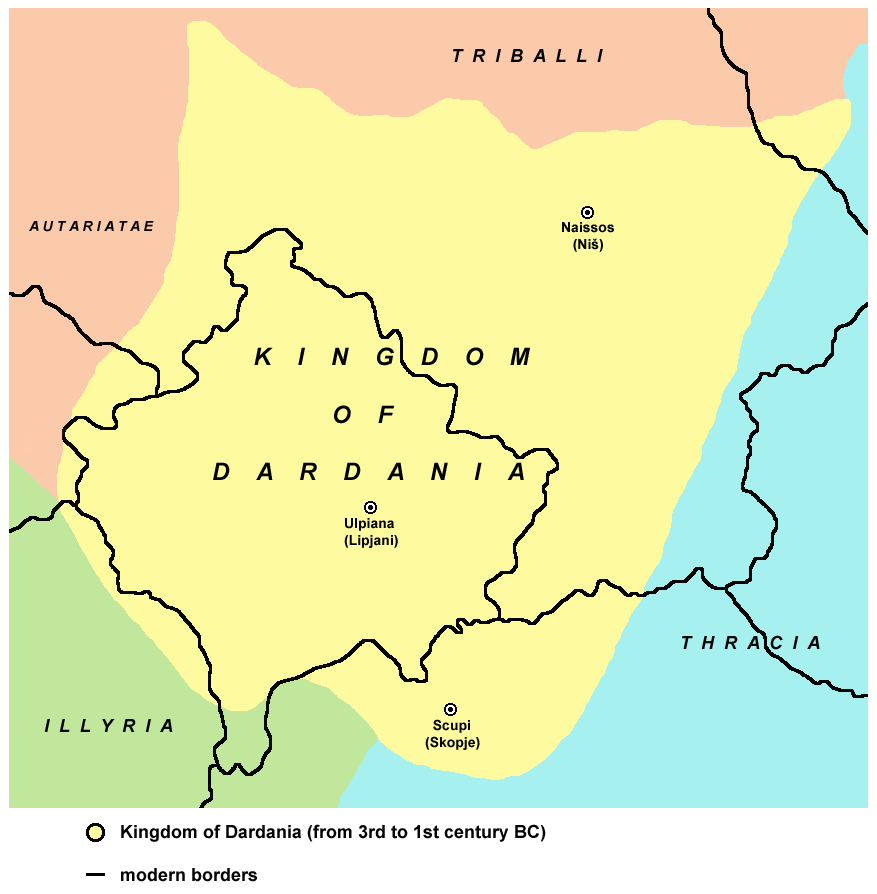
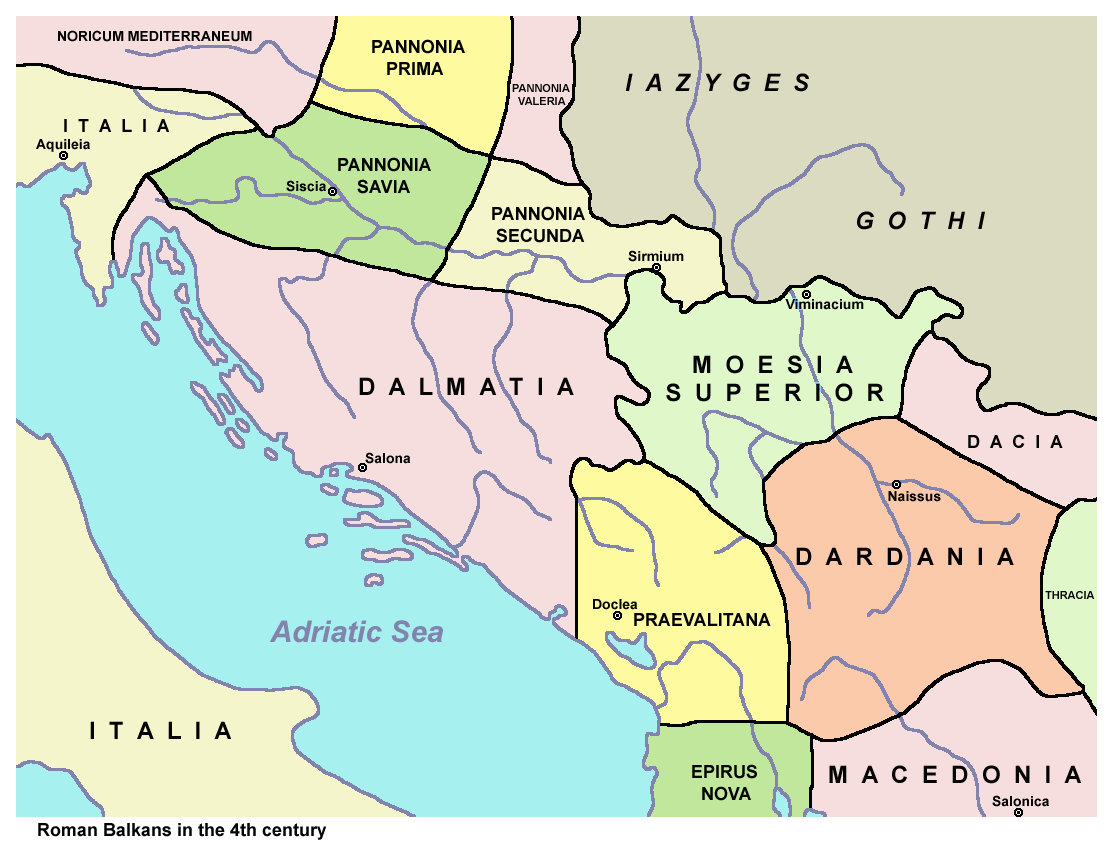
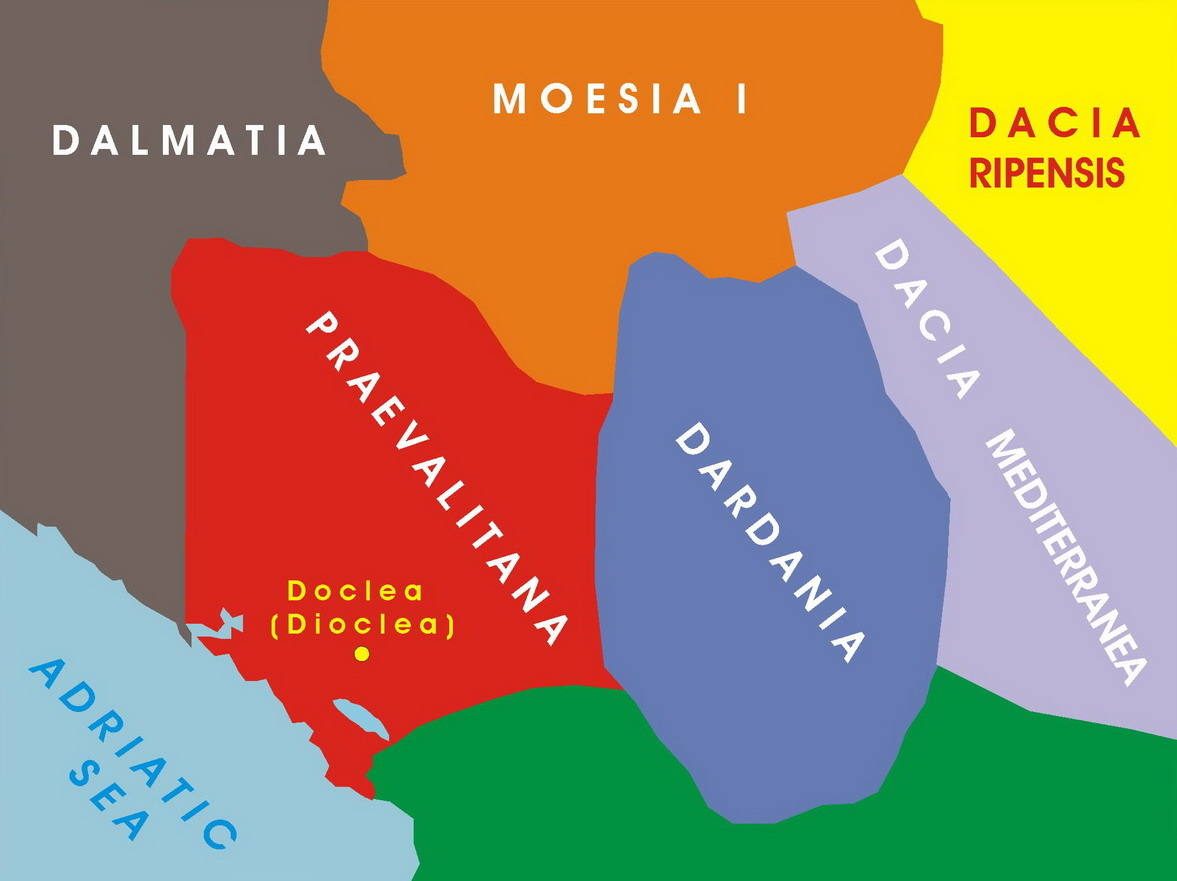
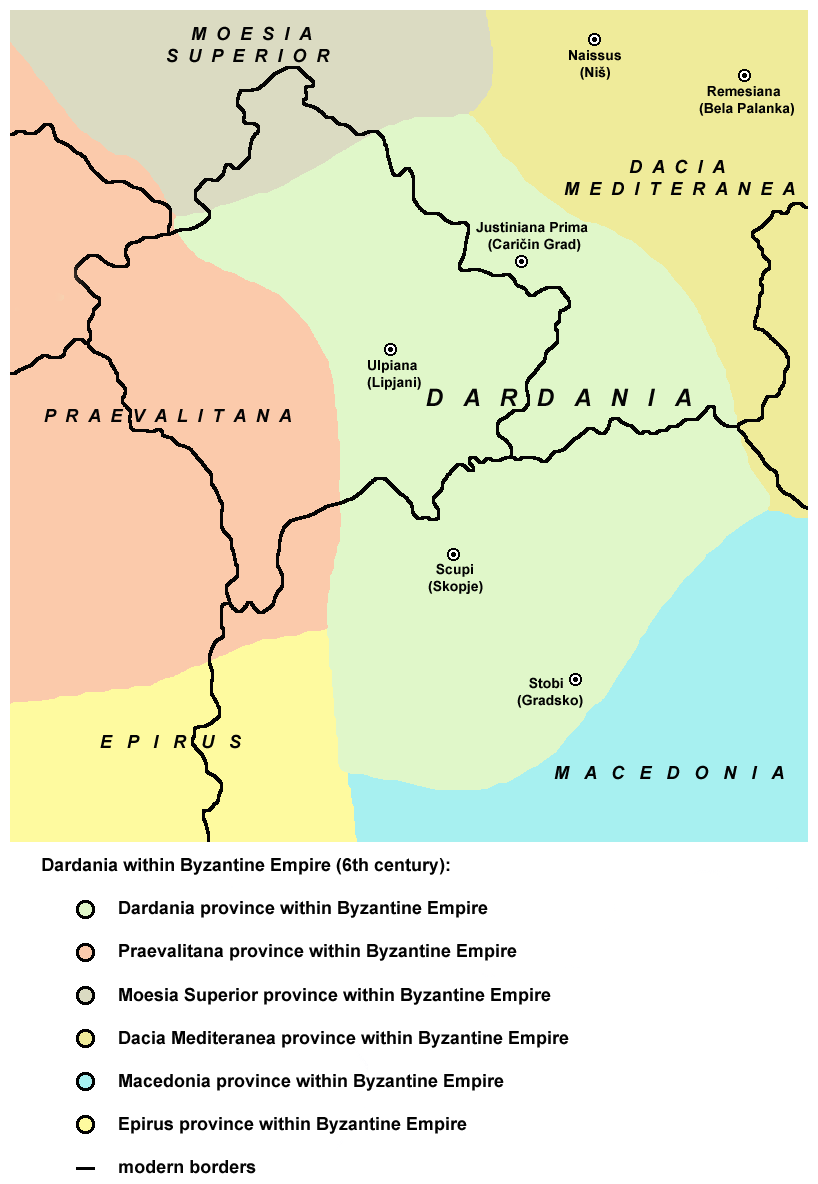